# Romeu e Julieta
El Romeu e Julieta és una tradicional darreria brasilera composta de talls de formatge fresc i confitura de guaiaba. El nom remet al clàssic shakespearià Romeu i Julieta, amb el lacti que representa en Romeu Montagú i la confitura, la Julieta Capulet.

## Història
Per bé que es desconeix l'origen exacte d'aquesra darreria, es creu que es va originar a Minas Gerais en l'època del Brasil colonial, quan els portuguesos van començar a produir formatge fresc i van inventar la confitura de guaiaba (goiabada) com a alternativa a l'ibèric codonyat. Alternativament, la creació d'aquesta menja s'ha atribuït als búlgars.
El Romeu e Julieta no es va conèixer amb aquest nom fins a la dècada del 1960, després d'un anunci de televisió de la marca de confitures Cica, en què Mônica i Cebolinha —personatges dels còmics de la Turma da Mônica— apareixien vestits de Romeu i Julieta.

## Recepta i variacions
El plat original es preparava amb formatges frescos mineiros, com el Queijo Minas o el Queijo Canastra. A la regió Sud del Brasil es pot servir amb Queijo Colonial, mentre que en altres parts del país es poden usar altres formatges, com ara mozzarella.
La barreja d'ingredients s'ha reproduït en infinitat de receptes, de pastís, suflé, mousse, gelat o inclús en pizzes dolces.

## En la cultura popular
El plat és mencionat en la cançó Fico assim sem você, popularitzada per Claudinho & Buchecha, entre una sèrie de conceptes emparellats:
| « | (portuguès) Neném sem chupeta Romeu sem Julieta Sou eu assim sem você Carro sem estrada Queijo sem goiabada Sou eu assim sem você | (català) Bebè sense xumet Romeu sense Julieta Així soc jo sense tu Cotxe sense carretera Formatge sense goiabada Així soc jo sense tu | » |